# Утегенова, Камила Досовна
Камила Досовна Утегенова (27 мая 1915, Троицк, Оренбургская губерния — 11 октября 1993, Алма-Ата) — советский врач акушер-гинеколог, профессор, общественный деятель. Заведующая кафедрой акушерства и гинекологии Казахского государственного медицинского института, главный акушер-гинеколог Министерства здравоохранения Казахской ССР.

## Биография
Родилась 27 мая 1915 года в городе Троицке Оренбургской губернии (ныне — Челябинской области). В 1930 г. переехала с родителями в Алма-Ату.
В 1936 г. окончила полный курс Казахского государственного медицинского института имени Молотова по специальности лечебного факультета. Получила направление в больницу на рудник Ачисай.
После окончания очной аспирантуры работала ассистентом, доцентом кафедры акушерства и гинекологии, заведующей кафедрой акушерства и гинекологии Казахского медицинского института (1958—1978), главным акушером-гинекологом Министерства здравоохранении Казахской ССР.
Доктор медицинских наук (1954), профессор, заслуженный врач Казахской ССР. Её докторская диссертация 1954 года была посвящена новой на тот момент теме взаимоотношения организма матери и внутриутробного плода, эту тему, наряду с темой акушерской тактики при различных видах патологии беременности она продолжала разрабатывать на протяжении всей своей научной деятельности. Над данными темами также работали сотрудники её кафедры.
Награждена орденом «Знак Почёта», медалями.
Умерла 11 октября 1993 года, острая сердечная недостаточность.
Муж — Каныш Имантаевич Сатпаев, геолог (1949, гражданский брак). Дочь — Джамиля Канышевна Утегенова, кандидат исторических наук.

## Память
На здании 1-го Роддома города Алматы в 1998 году установлена мемориальная доска.
26 сентября 2016 года в Московском доме национальностей состоялась презентация электронной книги «Камила Досовна Утегенова. Дарившая жизнь», организованная Региональной общественной организацией «Форум женщин ЕврАзии».

## Избранные публикации
Камила Досовна Утегенова — автор более 150 научных трудов. Основные публикации:
- Гигиена беременной женщины [Текст] / К. Д. Утегенова. — Алма-Ата : Казахстан, 1977. — 38 с.
- Диагностика и лечение бесплодия [Текст] / К. Утегенова, проф. — Алма-Ата : Казгосиздат, 1963. — 19 с. — (Научно-популярная медицинская литература).
- Аномалии развития половых органов женщины [Текст] / Проф. К. Д. Утегенова. — Алма-Ата : [б. и.], 1973. — 46 с. — (Б-ка практического врача).
- Значение материнского организма в превращении внешних воздействий в импульсы, меняющие жизнедеятельность плода [Текст] : Автореферат дис. … д-ра мед. наук / К. Д. Утегенова, доц. канд. мед. наук ; Акад. мед. наук СССР. Ин-т акушерства и гинекологии. Казах. гос. мед. ин-т им. В. М. Молотова. Кафедра акушерства и гинекологии педиатрич. фак. — Л.; Алма-Ата : [б. и.], 1954. — 24 с.